# Parasagitta
Genre
Parasagitta est un genre de chétognathes de l'ordre des Aphragmophora et de la famille Sagittidae.

## Espèces
- Parasagitta elegans
- Parasagitta euneritica
- Parasagitta fredrici
- Parasagitta megalophthalma
- Parasagitta peruviana
- Parasagitta popovicii
- Parasagitta setosa
- Parasagitta tenuis